# Объёмный резонатор
Объёмный резона́тор — устройство, основанное на явлении резонанса, в котором вследствие граничных условий возможно существование на определённых длинах волн добротных колебаний в виде бегущей или стоячей волны.

## СВЧ
англ. Microwave cavity

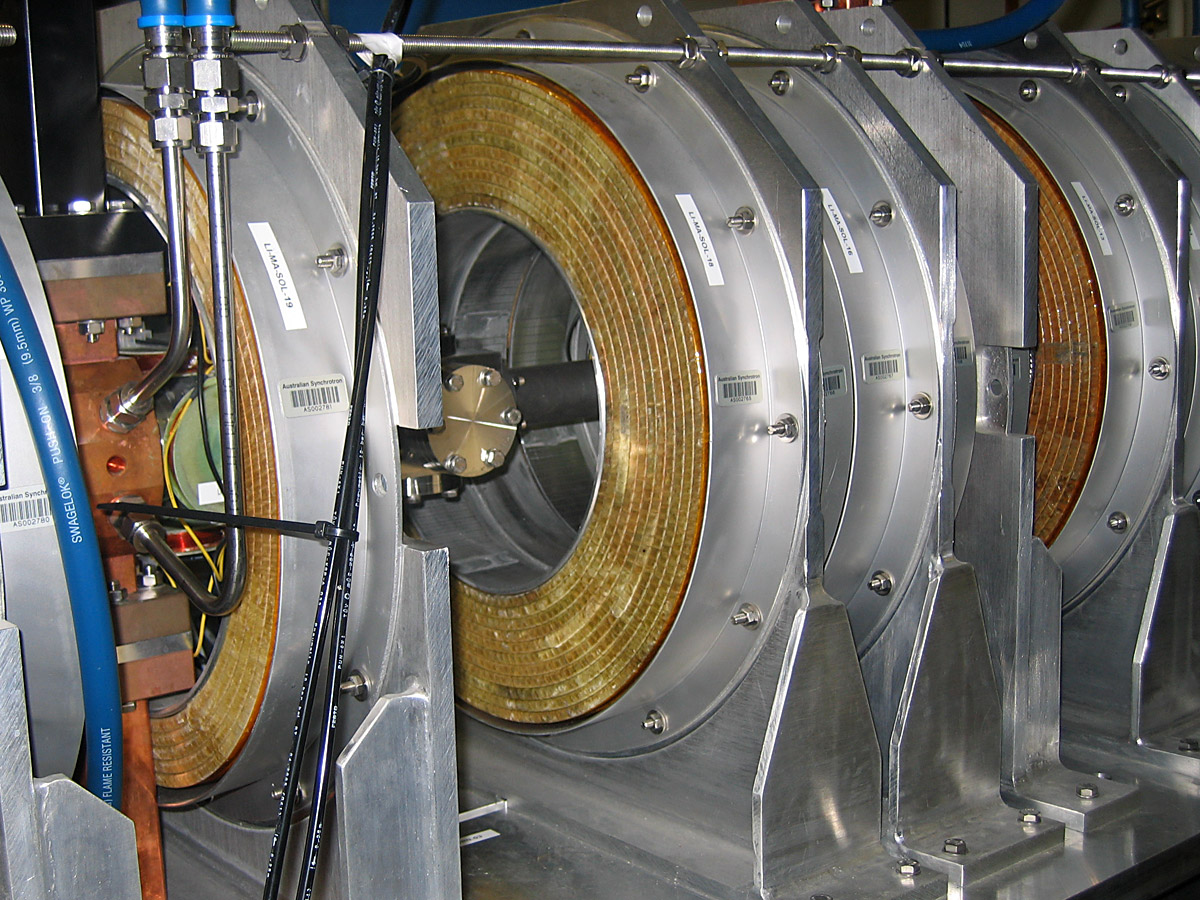
Ускоряющий СВЧ-резонатор в линейном ускорителе Австралийского синхротрона. В центре резонатора проходит вакуумная камера линейного ускорителя.

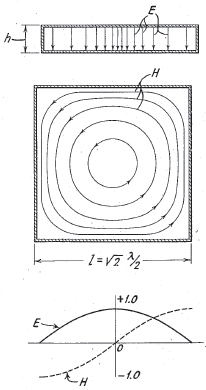
Возможная конфигурация электрического и магнитного поля в СВЧ-резонаторе.

Электромагнитный резонатор, в котором накопление энергии электромагнитных колебаний происходит в объёме, ограниченном хорошо проводящими поверхностями. Объёмному резонатору присущ спектр частот собственных колебаний и соответствующие им моды колебаний (виды колебаний). Каждая мода определяется своей структурой электрических и магнитных полей.
В простейших  объёмных резонаторах на основе отрезков волновода, ограниченных с торцов проводящими стенками различают: колебания H-вида, имеющие продольные (вдоль оси волновода z) составляющие только магнитного поля Hz (составляющая электрического поля Ez=0); колебания E-вида, имеющие продольные составляющие только Ez (Hz=0).
Возбуждение колебаний в объёмных резонаторах, как и в радиоволноводах, осуществляется с помощью петель, штырей, щелей, электронных потоков и т.п. Объёмные резонаторы широко применяют в приборах СВЧ электроники (клистронах, магнетронах и др.), устройствах техники СВЧ (волномерах, фильтрах и др.). В объёмных резонаторах применяемых в электронных приборах для взаимодействия с электронными потоками, чаще всего используются основные виды колебаний. При этом основные характеристики объёмного резонатора — резонансная частота, добротность и волновое сопротивление — отождествляются с характеристиками эквивалентного колебательного контура.
В соответствии с уравнениями Максвелла переменное электрическое поле порождает переменное магнитное поле, и наоборот. Между электрическим и магнитным полями происходит непрерывный обмен энергией. Если каким-либо образом ограничить некоторый объём пространства отражающими стенками, препятствующими потере энергии из этого объёма за счёт излучения, то в этом объёме на некоторых длинах волн, определяемых размерами устройства можно возбудить электромагнитные колебания. Если полый резонатор образован металлическими стенками, то он также часто называется закрытым резонатором. Объёмные СВЧ резонаторы могут быть также заполнены диэлектриком. Существуют также открытые диэлектрические резонаторы, без металлических стенок, в которых волна отражается от границ диэлектрика за счёт эффекта полного внутреннего отражения — резонаторы с модами «шепчущей галереи».
В связи с тем, что электрические и магнитные поля почти не выходят за пределы границ объёмного резонатора, их добротность чрезвычайно высока (10000 и более).

## Акустика
В акустике объёмный резонатор используется для усиления звука. При попадании в резонатор звуковая волна начинает отражаться от его стенок с минимальными потерями (см. стоячая волна) в результате чего увеличивается сила звука.